# Mini Paceman
La Mini Paceman (nome in codice R61) è una tre porte compatta con carrozzeria di tipo crossover SUV (detta anche  Sports Activity Coupé o SAC) basata sulla Mini Countryman e costruito dalla casa automobilistica inglese Mini dal 2012 al 2016.

## Contesto

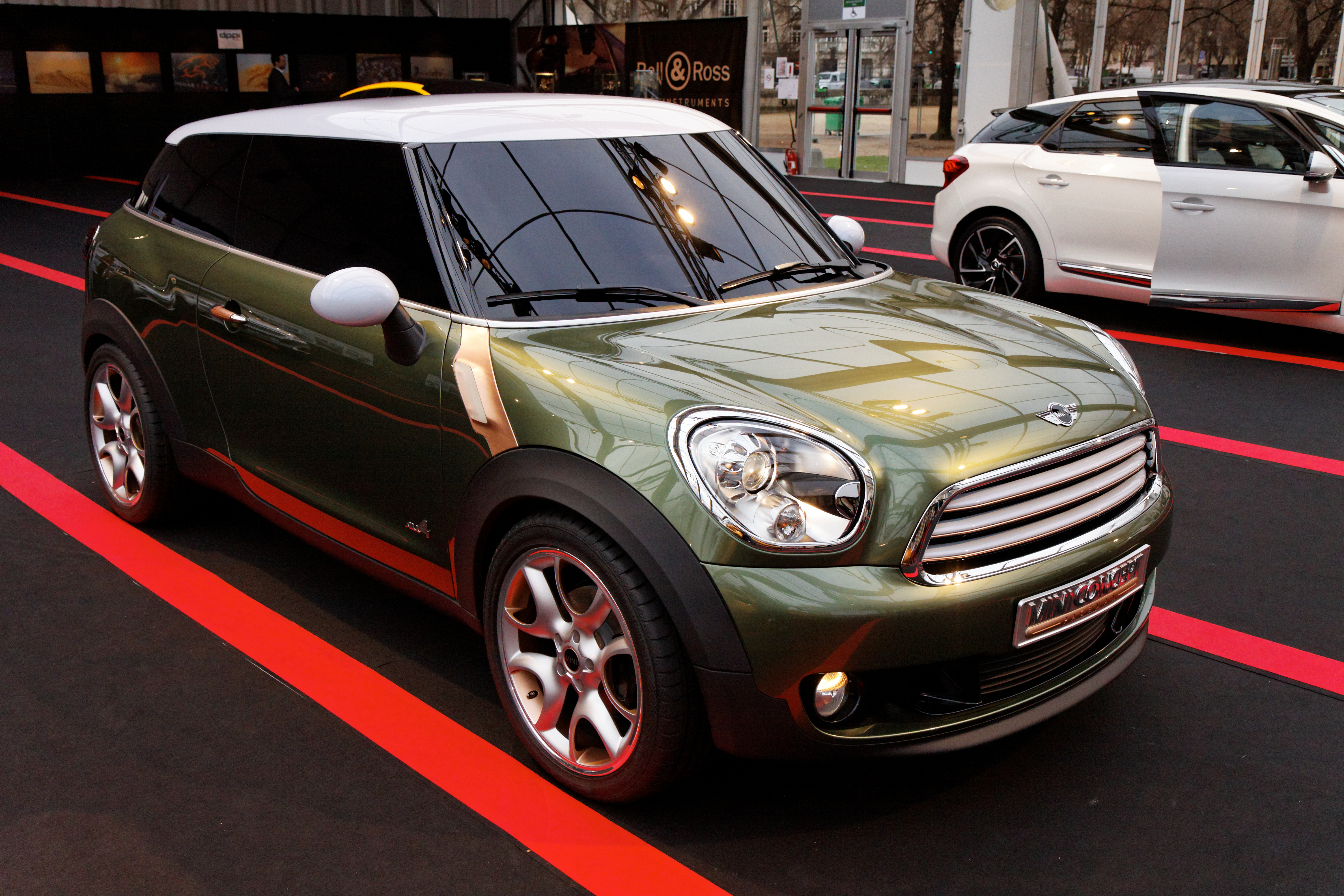
Mini Paceman Concept al Festival Automobile International 2012

La vettura è stata introdotta come concept car al salone dell'automobile di Detroit nel 2011 per iniziare la produzione della versione definitiva l'anno seguente. Come la Countryman, la Paceman è offerta con una scelta di due o quattro ruote motrici (noto come ALL4), e con propulsori da 1.6 litri a benzina o diesel e 2.0 litri a quattro cilindri diesel in vari livelli di potenza. È rimasta in produzione a Graz, in Austria, nello stabilimento della Magna Steyr, per poco più di tre anni, sino al 2016.

## Profilo
La Paceman è stata presentata nel 2012 al salone dell'automobile di Parigi; è lunga da 4,11 a 4,13 metri, larga 1,79 metri e alta 1,52 metri, con un passo di 2,60 metri. Le potenze del motore variano da 112 a 218 CV.
L'interno è simile a quello della Mini Countryman; principalmente cambia l'altezza degli interni, dalle dimensioni più ridotti. Il bagagliaio ha un volume di 330 litri fino ad un massimo di 1.080 litri con i sedili posteriori abbattuti. Il serbatoio contiene 42 litri.

### Motori e versioni

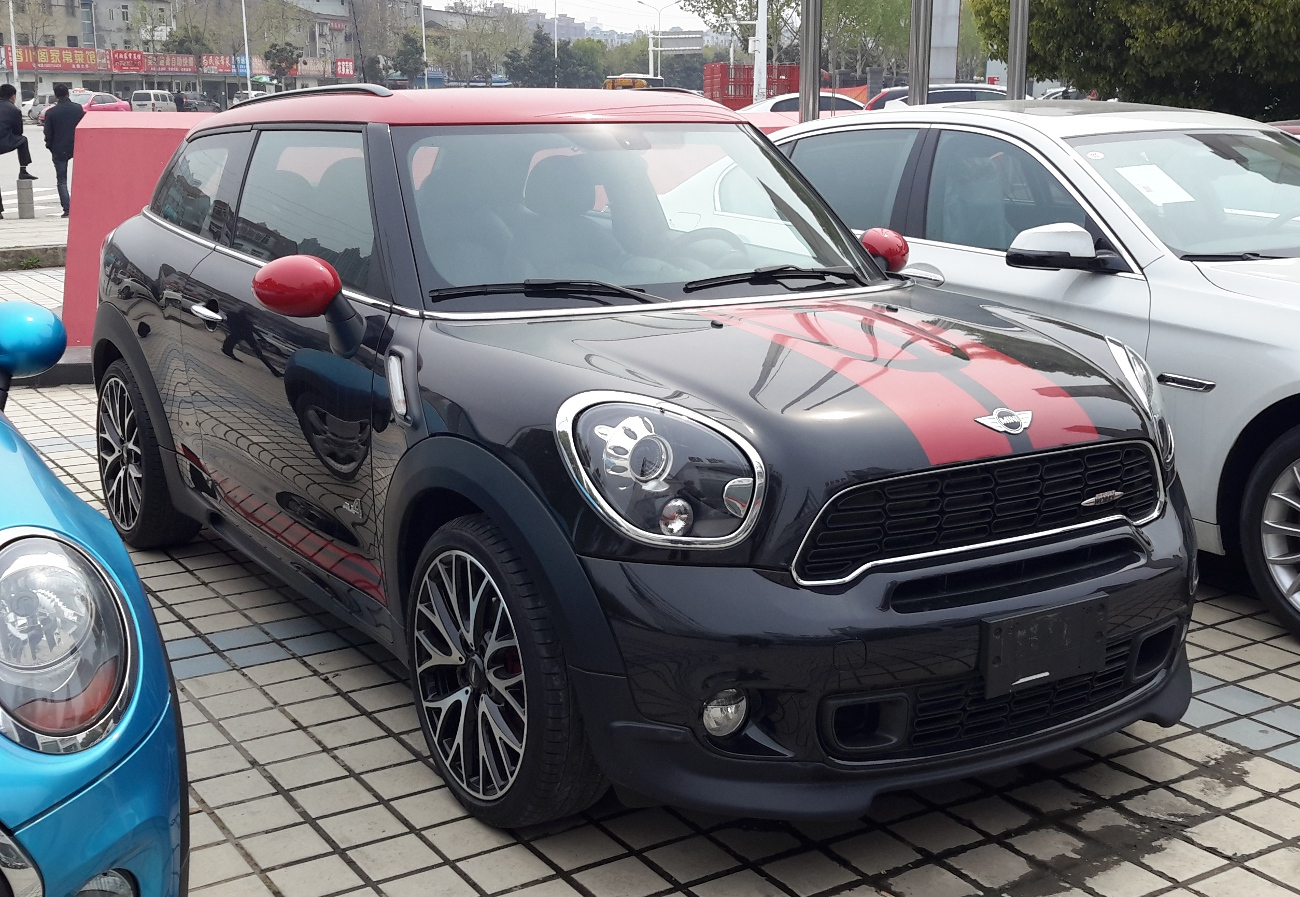
Mini Paceman John Cooper Works

I modelli disponibili sono uguali a quelli delle altre Mini: la Cooper, Cooper D, Cooper S, Cooper SD e John Cooper Works. La Cooper ha un propulsore a benzina dalla potenza di 120 CV, la Cooper D da 110 CV, la Cooper S da 181 CV, la John Cooper Works da 218 CV e la Cooper SD da 141 CV. In opzione è disponibile sulle versioni più potenti la trazione integrale All4.
La versione più sportiva denominata John Cooper Works (JCW) ha un motore con una potenza di 160 kW (218 CV); accelera in 6,8 secondi da 0-100 km/h; inoltre premendo un pulsante nell'abitacolo può essere aumentato e amplificato il suono del motore.